# Campionato francese di scacchi a squadre
Il Campionato francese di scacchi a squadre (in francese Championnat de France d'échecs des clubs) è una competizione di scacchi per squadre di club organizzata dalla Federazione scacchistica francese a partire dalla stagione 1980/81.
È suddiviso in tre divisioni principali:
- Divisione 1 (Top 12), comprendente 12 squadre;[2]
- Divisione 2 (Nationale I), comprendente tre gruppi di 12 squadre;[3]
- Divisione 3 (Nationale II), comprendente sei gruppi di 12 squadre.[4]

Esistono anche la Nationale III (18 gruppi di dieci squadre), la Nationale IV (costituita da 54 gruppi) e divisioni regionali e dipartimentali, queste ultime gestite dalle leghe regionali.

## Regolamento della Divisione 1
Le squadre possono schierare al massimo 16 giocatori (uomini o donne) e si affrontano in match di otto scacchiere. Per ciascun match ogni squadra deve comprendere almeno un giocatore e una giocatrice francese. Ogni squadra deve essere composta da almeno cinque giocatori francesi o residenti in Francia da un certo numero di anni.
Possono partecipare al campionato tutti i club affiliati alla federazione francese. I club del Principato di Monaco e di Andorra possono partecipare alle divisioni superiori alla Nationale II solo a condizione di non partecipare alla divisione principale di campionati a squadre di altri paesi.

## Palmarès della Divisione 1
- Nota: L'anno 1981 indica la stagione 1980/81, e così di seguito.

| Anno | 1º Posto                                   | 2º Posto                                   | 3º Posto                                   |
| ---- | ------------------------------------------ | ------------------------------------------ | ------------------------------------------ |
| 1981 | CE Strasbourg                              | Rouen                                      | Issy-les-Moulineaux                        |
| 1982 | CE Strasbourg                              | Paris FDR                                  | Issy-les-Moulineaux                        |
| 1983 | CE Strasbourg                              | Paris CMC                                  | Paris FDR                                  |
| 1984 | CE Strasbourg                              | Montpellier                                | Paris CMC                                  |
| 1985 | Clichy                                     | CE Strasbourg                              | Paris CMC                                  |
| 1986 | Paris Caïssa                               | Clichy                                     | Paris CMC                                  |
| 1987 | Clichy                                     | Cannes                                     | Paris CMC                                  |
| 1988 | Clichy                                     | CE Strasbourg                              | Meudon                                     |
| 1989 | Clichy                                     | Cannes                                     | Meudon                                     |
| 1990 | Lyon-Oyonnax                               | Cannes                                     | Clichy                                     |
| 1991 | Lyon-Oyonnax                               | Clichy                                     | Cannes                                     |
| 1992 | Lyon-Oyonnax                               | Clichy                                     | Auxerre                                    |
| 1993 | Lyon-Oyonnax                               | Clichy                                     | Belfort                                    |
| 1994 | Lyon-Oyonnax                               | Clichy                                     | Belfort                                    |
| 1995 | Lyon-Oyonnax                               | Clichy                                     | Cannes                                     |
| 1996 | Clichy                                     | Cannes                                     | Auxerre                                    |
| 1997 | Clichy                                     | Auxerre                                    | Cannes                                     |
| 1998 | Auxerre[5]                                 | Montpellier                                | Clichy                                     |
| 1999 | Clichy[6]                                  | Monaco                                     | Mulhouse                                   |
| 2000 | Clichy                                     | Montpellier                                | Monaco                                     |
| 2001 | Monaco[7]                                  | Cannes                                     | Clichy                                     |
| 2002 | Monaco                                     | Cannes                                     | Nice                                       |
| 2003 | Paris NAO                                  | Clichy                                     | Cannes                                     |
| 2004 | Paris NAO                                  | Monaco                                     | Cannes                                     |
| 2005 | Paris NAO                                  | Cannes                                     | Nice                                       |
| 2006 | Paris NAO                                  | Monaco                                     | Clichy                                     |
| 2007 | Clichy                                     | Cannes                                     | Paris Chess 15                             |
| 2008 | Clichy                                     | Cannes                                     | Montpellier                                |
| 2009 | Évry Grand Roque                           | Clichy                                     | Chalons en Champagne                       |
| 2010 | Chalons en Champagne                       | Évry Grand Roque                           | Marseille Echecs                           |
| 2011 | Marseille Echecs                           | Clichy                                     | Évry Grand Roque                           |
| 2012 | Clichy                                     | Chalons en Champagne                       | Évry Grand Roque                           |
| 2013 | Clichy                                     | Chalons en Champagne                       | Bischwiller                                |
| 2014 | Clichy                                     | Bischwiller                                | Mulhouse Philidor                          |
| 2015 | Bischwiller                                | Clichy                                     | Bois-Colombes                              |
| 2016 | Clichy                                     | Bischwiller                                | Mulhouse Philidor                          |
| 2017 | Clichy                                     | Bischwiller                                | Nice Alekhine                              |
| 2018 | Bischwiller                                | Clichy                                     | Bois-Colombes                              |
| 2019 | Bischwiller                                | Asnières                                   | Mulhouse Philidor                          |
| 2020 | - non disputato per pandemia di Covid-19 - | - non disputato per pandemia di Covid-19 - | - non disputato per pandemia di Covid-19 - |
| 2021 | Bischwiller[8]                             | Asnières                                   | Clichy                                     |
| 2022 | Bischwiller[9]                             | Asnières                                   | Clichy                                     |